# Providence (řeka)
Řeka Providence je přílivová řeka v americkém státě Rhode Island. Má délku přibližně 13 km. Na toku řeky nejsou žádné přehrady, i když jižně od centra města se nachází ochranná hurikánová bariéra Fox Point, která chrání město Providence před ničivými přílivovými povodněmi.
Jižní část řeky byla vybagrována nákladem 65 milionů dolarů z federálních a státních prostředků ve prospěch blízkých přístavů a komerčních rejdařských zájmů.
Nizozemci nazývali řeku Providence Nassau River. V koloniální éře byla severovýchodní hranicí nizozemských nároků díky průzkumu Narragansettského zálivu Adriaenem Blockem od roku 1614 až do Hartfordské smlouvy z roku 1650. Lze ji tedy považovat za původní hranici mezi novoanglickými koloniemi a nizozemskou kolonií Nové Nizozemí.

## Tok řeky
Řeka vzniká soutokem řek Woonasquatucket a Moshassuck v centru Providence. Půl míle po proudu se k ní z východu připojuje řeka Seekonk a pokračuje na jih. Na západě od řeky leží města Providence, Cranston a Warwick, na východě město East Providence a město Barrington. V zúžení mezi Conimicut Point ve Warwicku na západě a Nayatt Point v Barringtonu na východě označuje maják Conimicut Shoal vstup řeky do Narragansettského zálivu.

## Přítoky
- Seekonk
- Pawtuxet
- Moshassuck
- Woonasquatucket